# Tipula vanewrighti
Tipula vanewrighti là một loài ruồi trong họ Ruồi hạc (Tipulidae). Chúng phân bố ở vùng sinh thái Australia.